# Лорьянте, Арман
Арман Лорьянте (фр. Armand Laurienté; род. 4 декабря 1998, Гонесс) — французский футболист гваделупского происхождения, вингер клуба «Сассуоло».

## Клубная карьера
Лорьянте — воспитанник клубов «Росси-эн-Франс», «Саркелле», «Ред Стар» и «Ренн». 2018 году он был включён в заявку на сезон последних. Летом того же года Лорьянте на правах аренды перешёл в «Орлеан». 27 июля в матче против «Ланса» он дебютировал в Лиге 2. 31 августа в поединке против «Гавра» Арман забил свой первый гол за «Орлеан». По окончании аренды Лорьянте вернулся в «Ренн». 17 февраля 2019 года в матче против «Реймса» он дебютировал в Лиге 1. Летом 2019 года Лорьянте на правах аренды перешёл в «Лорьян». 14 сентября в матче против «Клермона» он дебютировал за новую команду. 3 декабря в поединке против своего бывшего клуба «Орлеан» Арман забил свой первый гол за «Лорьян». По итогам сезона Лорьянте помог команде выйти в элиту. По окончании аренды клуб выкупил трансфер игрока.
Летом 2022 года Лорьянте перешёл в итальянский «Сассуоло». Сумма трансфера составила 10 млн евро. 4 сентября в матче против «Кремонезе» он дебютировал в итальянской Серии A. 2 октября в поединке против «Салернитаны» Арман забил свой первый гол за «Сассуоло».